# Omag galben
Omagul galben (Aconitum anthora) este o plantă erbacee otrăvitoare din familia Ranunculaceae. Are rădăcinile îngroșate, cărnoase, cu formă de fus. Tulpinile sunt scunde, au o lungime de maxim 400 mm. Tulpinile sunt drepte și cu numeroase frunze adânc spintecate în numeroase diviziuni subțiri și înguste.
Florile sunt de culoarea galben palid. Sunt înghesuite la partea superioară a tulpinii într-un spic.
Omagul galben înflorește în lunile iulie-august.
Este răspândit în locurile ierboase și stâncoase de munte, uneori crește și în regiunile de dealuri.

## Sinonimie
- Aconitum pseudanthora  Blocki ex Pacz.
- Aconitum eulophum	Rchb.
- Aconitum jacquinii Rchb.
- Aconitum nemorosum M.Bieb.